# Eupilema
Eupilema is een geslacht van neteldieren uit de familie van de Rhizostomatidae.

## Soort
- Eupilema inexpectata Pages, Gili & Bouillon, 1992